# شيمون مور
شيمون مور (بالإنجليزية: Shimon Moore)‏ ويعرف أيضا بـ شيم هو مغني وممثل أسترالي ولد بتاريخ 11 نوفمبر 1982 في سيدني.

## وصلات خارجية
شيمون مور على موقع ديسكوغز (الإنجليزية)